# كوم الرمل البحري
قرية كوم الرمل البحرى هي إحدى القرى التابعة لمركز أهناسيا في محافظة بني سويف في جمهورية مصر العربية. حسب إحصاءات سنة 2006، بلغ إجمالي السكان في كوم الرمل البحرى 2917 نسمة، منهم 1503 رجل و1414 امرأة.